# Christian Haselberger
Christian Haselberger (* 2. Juni 1989 in Melk) ist ein österreichischer Fußballspieler und -trainer.

## Karriere

### Als Spieler

#### Verein
Haselberger begann seine Karriere in der Jugendmannschaft des ASK Ybbs in Niederösterreich. Ab 2001 spielte er für den SKU Amstetten. 2003 wechselte er zu Austria Wien und kam in die Frank-Stronach-Akademie nach Hollabrunn, wo er 2007/08 zum Absolventenjahrgang gehörte.
2007 wurde er für ein Spiel in den Kader der ersten Mannschaft der Austria geholt. Haselberger kam am 32. Spieltag der Saison 2006/07 am 5. Mai 2007 gegen den Wacker Innsbruck in der 76. Minute für Fernando Troyansky ins Spiel. Nach diesem Spiel in der Bundesliga gehörte er bei der Amateurmannschaft der Austria in der zweithöchsten österreichischen Spielklasse zum Stammpersonal. Im Sommer 2009 wechselte er zum Bundesligaaufsteiger FC Magna Wiener Neustadt. Nachdem dort sein im Sommer 2011 auslaufender Vertrag nicht verlängert worden war, war Haselberger vorerst vereinslos, ehe er im November 2011 vom FC Lustenau 07 verpflichtet wurde. Für Lustenau spielte er über eineinhalb Jahre, ehe er den Verein nach dem Zwangsabstieg nach der Saison 2012/13 verließ.
Nach mehreren Monaten ohne Verein wechselte er im November 2013 zum Zweitligisten SC Austria Lustenau. Nach lediglich einem Spiel für Austria Lustenau verließ er den Verein bereits im Jänner 2014 wieder und wechselte zum Ligakonkurrenten Kapfenberger SV. Bis Saisonende absolvierte er elf Spiele für die Steirer, in denen er ein Tor erzielte. Nach der Saison 2013/14 verließ er den Verein.
Nachdem Haselberger erneut während der Transferzeit keinen Verein gefunden hatte, wechselte er im September 2014 zum Zweitligaaufsteiger Floridsdorfer AC. Im April 2016 biss Haselberger im Duell mit seinem Ex-Verein Wiener Neustadt zunächst in der 87. Minute seinen Gegenspieler Daniel Maderner in den Oberarm. Dieses Vergehen bekam der Schiedsrichter Walter Altmann nicht mit und so wurde Haselberger nicht des Feldes verwiesen. Allerdings erzielte er wenige Minuten später per Eigentor den Siegtreffer für die Wiener Neustädter. Haselberger wurde schlussendlich nachträglich für fünf Spiele gesperrt. Nach der Saison 2015/16 verließ er die Wiener.
Nach abermals mehreren Monaten ohne Verein wechselte er im Jänner 2017 zum Regionalligisten SC Mannsdorf, der sich zur Saison 2017/18 in FC Marchfeld Mannsdorf umbenannte. Für die Niederösterreicher kam er in seinen eineinhalb Jahren zu 42 Regionalligaeinsätzen, in denen er zwölf Tore erzielte. Zur Saison 2018/19 wechselte er zum Ligakonkurrenten FC Mauerwerk.
Zur Saison 2019/20 wechselte er zum Zweitligisten SV Horn. Im Mai 2020 zog er sich einen Kreuzbandriss zu. Für Horn kam er zu zwölf Zweitligaeinsätzen. Nach seinem Vertragsende verließ er den Verein während der laufenden Saison im Juni 2020.

#### Nationalmannschaft
International spielte Haselberger dreimal für die österreichische U-19-Auswahl, wobei er ein Tor erzielte. Einen Einsatz kann er auch in der U-20-Auswahl verbuchen.

### Als Trainer
Im Juli 2020 wurde er Co-Trainer von Maximilian Senft beim viertklassigen SC Pinkafeld. Während seiner Tätigkeit setzt er zudem seine Rehabilitation von seinem bei Horn als Spieler erlittenen Kreuzbandriss fort.